# 太平洋法律基金会
太平洋法律基金会（PLF）是美国一家拥有自由意志主义的公众利益律师事务所。成立PLF的目的是在法庭上捍卫和促进个人和经济自由。为此，PLF的律师为客户提供无偿的法律代理，提交法庭之友的摘要，参与支持财产权、法律面前人人平等、言论结社自由、经济自由和权力分立为目标的行政诉讼。他们已代表客户参与了14起美国最高法院审理的案件。
根据《国内收入法典》第501(c)(3)条定义，PLF是一个非盈利组织。它不收取法律服务费，而是由个人（53%）、基金会（17%）和协会、小企业和公司（17%）的捐款提供资金支持。除了法院判决的案件胜诉律师费外，该组织没有从政府那里得到任何资金。
该组织成立于1973年，是第一家也是历史最悠久的自由意志主义公共利益律师事务所。

## 历史
1973年3月5日，PLF成立于加利福尼亚州沙加缅度市，其最初的员工主要由当时州长罗纳德·里根（Ronald Reagan）的福利改革团队的成员组成。前10个月的拟议预算为11.7万美元，在第一任主席罗纳德·祖姆布伦（Ronald a.Zumbrun）的指导下，公共福利基金的律师于1973年6月开始了诉讼活动。目前，PLF在美国拥有超过30名律师和4个办事处，分别位于：加利福尼亚州沙加缅度、弗吉尼亚州阿灵顿、佛罗里达州棕滨园和华盛顿州西雅图。